# Bataillon Zośka
Le bataillon Zośka était un bataillon de l'Armia Krajowa au cours de la Seconde Guerre mondiale. Il était essentiellement composé de Scouts de l'organisation Szare Szeregi.

## Présentation

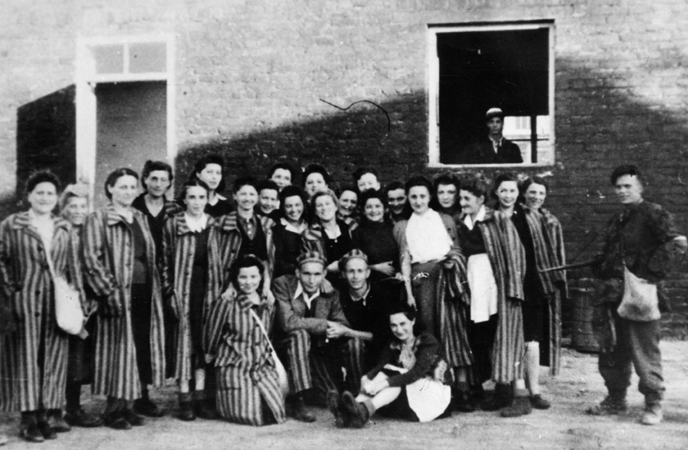
Prisonniers juifs de Gęsiowka, un camp germano-nazi à Varsovie libéré le 5 août 1944 par des soldats polonais du bataillon Zośka de l'armée nationale, au début du soulèvement de Varsovie (1944)

Formé à la fin du mois d'août 1943, le bataillon était lié au régiment Radosław et a joué un rôle majeur dans l'Insurrection de Varsovie en 1944 et la libération du camp de concentration nazi de Gęsiówka.
Le bataillon a été nommé d'après le scout Tadeusz Zawadzki.
Il s'agit probablement avec le « Bataillon Parasol » du plus célèbre des bataillons Scout engagés dans l'insurrection de Varsovie. 
On peut voir les tombes des combattants de Zośka au cimetière militaire de Powazki à Varsovie avec leur croix de bouleau très caractéristique.